# Leon (condado de Monroe, Wisconsin)
Leon es un pueblo ubicado en el condado de Monroe en el estado estadounidense de Wisconsin. En el Censo de 2010 tenía una población de 1.086 habitantes y una densidad poblacional de 11,73 personas por km².

## Geografía
Leon se encuentra ubicado en las coordenadas 43°51′22″N 90°51′3″O / 43.85611, -90.85083. Según la Oficina del Censo de los Estados Unidos, Leon tiene una superficie total de 92.6 km², de la cual 92.6 km² corresponden a tierra firme y (0%) 0 km² es agua.

## Demografía
Según el censo de 2010, había 1.086 personas residiendo en Leon. La densidad de población era de 11,73 hab./km². De los 1.086 habitantes, Leon estaba compuesto por el 97.33% blancos, el 0.46% eran afroamericanos, el 0.37% eran amerindios, el 0.28% eran asiáticos, el 0.28% eran isleños del Pacífico, el 0.18% eran de otras razas y el 1.1% pertenecían a dos o más razas. Del total de la población el 1.57% eran hispanos o latinos de cualquier raza.